# Campeonato Selecciones Juvenil (Colombia)
El Campeonato Nacional Juvenil desde el 2018 es patrocinado por Win Sports es un torneo de fútbol que se juega en Colombia entre las selecciones departamentales de todo el país afiliadas a la Difutbol.. El torneo ofrece cupo a todos los finalistas a los Juegos Deportivos Nacionales.
El primer torneo se disputó en Girardot (Cundinamarca) del 19 de agosto a 1 de septiembre de 1963 coronándose campeón Cundinamarca dirigido por Antonio Julio de la Hoz, segundo fue Norte de Santander, tercero Antioquia y cuarto Santander.

## Sistema de juego
El campeonato se disputa anualmente, para el 2018 finalizó el 2 de septiembre, participan jugadores nacidos a partir del 1 de enero de 2001. En todas sus fases los partidos se juegan con sede fija.
Las fases durante cada torneo son:
- Fase Clasificatoria: Divididos en 6 grupos según su ubicación geográfica con sedes fijas.

- Semifinal: Clasifican los dos primeros de cada grupo. Divididos en 2 grupos según ubicación geográfica con sedes fijas.

- Gran final: Clasifican los ocho primeros en la semifinal divididos en dos cuadrangulares, pasan los dos mejores de cada grupo a cruzados y los ganadores disputan título

## Selecciones participantes 2013[3]
| Equipo                               | Entrenador | Departamento             |
| ------------------------------------ | ---------- | ------------------------ |
| Liga de fútbol de Vichada            |            | Vichada                  |
| Liga de fútbol de Sucre              |            | Sucre                    |
| Liga de fútbol de La Guajira         |            | La Guajira               |
| Liga Sanandresana de fútbol          |            | San Andrés y Providencia |
| Liga de fútbol del Guaviare          |            | Guaviare                 |
| Liga de fútbol de Norte de Santander |            | Norte de Santander       |
| Liga de fútbol del Atlántico         |            | Atlántico                |
| Liga de fútbol de Bolívar            |            | Bolívar                  |
| Liga de fútbol del Cesar             |            | Cesar                    |
| Liga de fútbol de Magdalena          |            | Magdalena                |
| Liga de fútbol de Bogotá             |            | Cundinamarca             |
| Liga de fútbol de Cundinamarca       |            | Cundinamarca             |
| Liga de fútbol del Meta              |            | Meta                     |
| Liga de fútbol de Boyacá             |            | Boyacá                   |
| Liga de fútbol del Cauca             |            | Cauca                    |
| Liga Vallecaucana de fútbol          |            | Valle del Cauca          |
| Liga de fútbol del Quindío           |            | Quindío                  |
| Liga de fútbol de Nariño             |            | Nariño                   |
| Selección de fútbol de Antioquia     |            | Antioquia                |
| Liga Caldense de fútbol              |            | Caldas                   |
| Liga Risaraldense de fútbol          |            | Risaralda                |
| Liga de fútbol del Chocó             |            | Chocó                    |

## Historial
| Año           | Sede          | Campeón             | Subcampeón          | Tercer puesto       | Cuarto puesto       |  |
| ------------- | ------------- | ------------------- | ------------------- | ------------------- | ------------------- |  |
| 1981          |               | Selección Santander | Selección Antioquia | Selección Bogotá    | Selección Valle     |  |
| 1982          |               | Selección Antioquia |                     |                     |                     |  |
| 1983          |               | Selección Antioquia |                     |                     |                     |  |
| 1987          |               | Selección Antioquia |                     |                     |                     |  |
| 1988          |               | Selección Antioquia |                     |                     |                     |  |
| 1990          | Bogotá        | Selección Bogotá    | Selección Atlántico |                     |                     |  |
| 1991          | Medellín      | Selección Antioquia | Selección Valle     |                     |                     |  |
| 1992          |               | Selección Valle     | Selección Atlántico |                     |                     |  |
| 1993          |               | Selección Antioquia | Selección Atlántico |                     |                     |  |
| 1994          |               | Selección Antioquia |                     |                     |                     |  |
| 1995          |               | Selección Santander |                     |                     |                     |  |
| 1996          | Medellín      | Selección Valle     | Selección Antioquia |                     |                     |  |
| 1997          |               | Selección Antioquia |                     |                     |                     |  |
| 1998          |               | Selección Antioquia |                     |                     |                     |  |
| 1999          |               | Selección Santander |                     |                     |                     |  |
| 2000          | Barranquilla  | Selección Atlántico | Selección Antioquia |                     |                     |  |
| 2001          |               | Selección Atlántico | Selección Caldas    |                     |                     |  |
| 2002          | Barranquilla  | Selección Caldas    | Selección Valle     |                     |                     |  |
| 2003          | Pereira       | Selección Santander |                     |                     |                     |  |
| 2004          |               | Selección Bogotá    |                     |                     |                     |  |
| 2005          |               | Selección Santander |                     |                     |                     |  |
| 2006          | Cali          | Selección Valle     | Selección Antioquia |                     |                     |  |
| 2007          | Itagüí        | Selección Antioquia |                     |                     |                     |  |
| 2008          | Cúcuta        | Selección Antioquia | Selección Magdalena |                     |                     |  |
| 2009          | Bogotá        | Selección Antioquia | Selección Tolima    |                     |                     |  |
| 2010 detalles | Cúcuta        | Selección Antioquia | Selección Valle     | Selección Bogotá    | Selección Magdalena |  |
| 2011 detalles | Pasto         | Selección Antioquia | Selección Risaralda | Selección Valle     | Selección Santander |  |
| 2012 detalles | Barranquilla  | Selección Antioquia | Selección Nariño    | Selección Caldas    | Selección Bogotá    |  |
| 2013 detalles | Bucaramanga   | Selección Antioquia | Selección Tolima    | Selección Nariño    |                     |  |
| 2014 detalles | Pereira       | Selección Antioquia | Selección Valle     | Selección Atlántico |                     |  |
| 2015 detalles | Villavicencio | Selección Antioquia | Selección Valle     |                     |                     |  |
| 2016 detalles | Bucaramanga   | Selección Antioquia | Selección Tolima    |                     |                     |  |
| 2017 detalles | Cartagena     | Selección Antioquia | Selección Valle     |                     |                     |  |
| 2018 detalles | Barranquilla  | Selección Antioquia | Selección Caldas    |                     |                     |  |

## Goleadores y Valla menos vencida

### Máximos goleadores por temporada
| Año  | País     | Goleador             | Goles | Equipo                           |
| ---- | -------- | -------------------- | ----- | -------------------------------- |
| 2010 | Colombia | lesstter luis sergio | 14    | Selección Santander              |
| 2011 | Colombia | Jhon Cordoba         | 12    | Selección de fútbol de Antioquia |
| 2012 | Colombia | Darío Rodríguez      | 11    | Selección Bogotá                 |
| 2013 | Colombia | Juan Arizala         | 11    | Selección Nariño                 |
| 2014 | Colombia | Eduard Bolaños       | 5     | Selección de fútbol de Antioquia |
| 2015 | Colombia |                      |       |                                  |
| 2016 | Colombia | Rivaldo Correa       | 15    | Selección de fútbol de Antioquia |
| 2017 | Colombia | Rivaldo Correa       | 22    | Selección de fútbol de Antioquia |
| 2018 | Colombia | Alejandro García     | 16    | Selección Caldas                 |

### Valla menos vencida
| Año  | País     | Goleador         | Goles | Equipo                           |
| ---- | -------- | ---------------- | ----- | -------------------------------- |
| 2010 | Colombia | Juan Valencia    | 5     | Selección de fútbol de Antioquia |
| 2011 | Colombia | Sebastian Ospina | 9     | Selección Risaralda              |
| 2012 | Colombia | William Londoño  | 5     | Selección de fútbol de Antioquia |